# Segregacja
Segregacja jeden z podstawowych procesów ekologicznych polegający na tym, że organizmy należące do różnych gatunków zajmują oddzielną, wydzieloną przestrzeń w ramach danego zbiorowiska, izolując się w ten sposób od innych osobników w tej przestrzeni.
W socjologii proces segregacji oznacza zajmowanie odrębnych obszarów, najczęściej w odniesieniu do przestrzeni miasta przez społeczności należące do różnych kultur, dzięki czemu mogą one zachowywać swoją tożsamość. Naturalna segregacja przyczyniać się może do tworzenia się gett. Możliwa jest też segregacja wymuszona przez sytuację polityczną, gdzie pewne społeczności izolowane są od innych na mocy prawa, np. segregacja rasowa w szkołach.
W genetyce - rozdzielanie się chromosomów w powstających gametach, tak że z każdej pary chromosomów homologicznych w komórce diploidalnej haploidalna gameta otrzymuje tylko po jednym chromosomie. Efektem tego zjawiska jest segregacja genów (swobodne rozdzielanie się genów należących do różnych chromosomów).